# 新月柄杆菌
新月柄杆菌（Caulobacter crescentus）是一类广泛分布于淡水中的革兰氏阴性菌，可以在营养含量很低的情况下生长。新月柄杆菌可以通过非对称性分裂产生两个职能不同的子细胞，一个发育鞭毛，具备活动能力；另一个形成具有尖钩形顶端的柄状结构，可以粘附在细胞表面生活。